# 小巴劳帕蒂
小巴劳帕蒂，是匈牙利绍莫吉州所辖的一个村。总面积28.71平方公里，总人口438，人口密度15.3人/平方公里（2011年1月1日）。